# Музей The MAS
Музей The MAS — музейний заклад, створений в місті Антверпен і відкритий для відвідин у 2011 році.

## Будівля
Антверпен — місто давнього зручного порту і відомий у Фландрії та Західній Європі торговельний центр. Місто століттями було трохи європейським «Вавилоном», де роками діяли релігійні проповідники, вояки, шпигуни, художники, архітектори, комерсанти, купці з усіх усюд. Серед відомих мешканців міста — Антоніс Мор,  Пітер Пауль Рубенс, Франс Снейдерс, Антоніс ван Дейк, Томас Квеллінус, Альбрехт Дюрер.
Дещо від Вавилону та його відомої Вавилонської вежі має і вежа нового антверпенського музею, хоча її загальна висота досягає позначки тільки у  шістдесят п'ять (65) метрів.
Назва походить від скорочення Museum aan de Stroom — The MAS, тобто «Музей на річці».
1999 року було проведено міжнародний конкурс на будівлю нового музею. Музей створено на місці покинутого портового дока. Проект і реалізацію створило архітектурне бюро Neutelings Riedijk, але не з Бельгії, а з Голландії. Зведення музейної будівлі розпочато у 2006 році. Відкрито  музей у травні 2011 року.
Вавилонська складова міста відбилася і в матеріалі - використано червоний пісковик різних відтінків з покладів Індії. Музейні приміщення згуртовані в середині вежі, тоді як гвинтові сходи винесені на фасади прямокутної споруди. Тому природне освітлення мають тільки гвинтові сходи, відокремлені від оточення товстим хвилястим склом без металевої арматури. Освітлення в музейних залах тільки штучне. 
За планами керівництва, музей працюватиме і ввечері, коли музейні зали зачинять. Використовувати будуть саме сходи, які слугуватимуть оглядовими майданчиками.

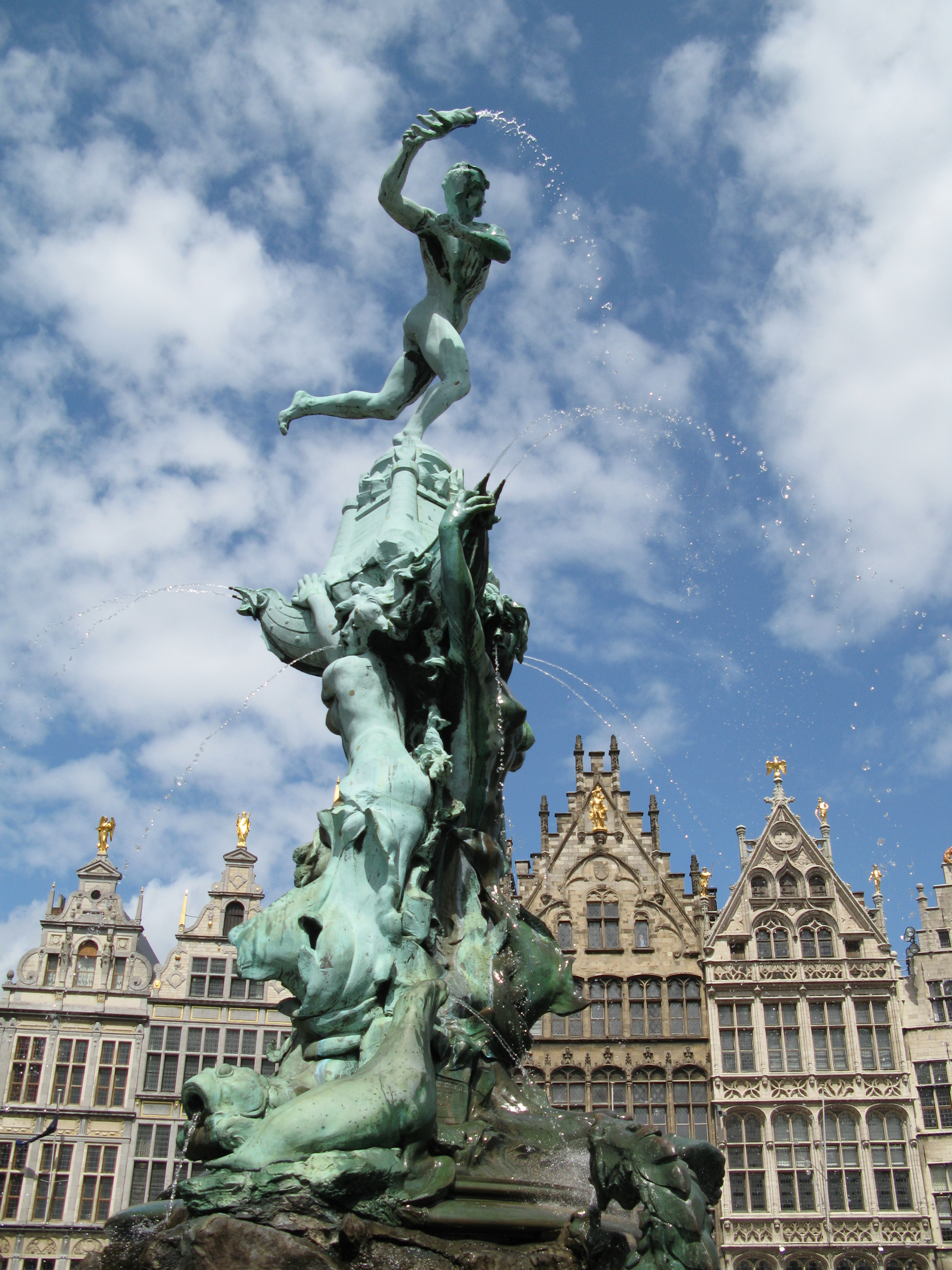
Фонтан Брабо

Як декоративні оздоби використані зображення руки, якими прикрашені стіни споруди, стелі і підлоги прикрашені медальйонами на сюжети історії Антверпена. Це нагадування про легенду виникнення міста. Велетень-злодій Антигон оселився в дельті річки і заважав купецьким човнам, які везли харчі і товари римлянам. Саме їм в ті часи належали землі Фландрії. Герой, римський вояк легіонер на ім'я Сільвіус Брабо, покарав злодія та убив його. А як знак перемоги — відрубав велетню руку та викинув її в річку. Легендарна подія використана також і при створенні відомого антверпенського фонтану Брабо. Фонтан Брабо прикрашає площу Гроте Маркт. Поряд розташована Антверпенська ратуша.

## Попередник музейного закладу

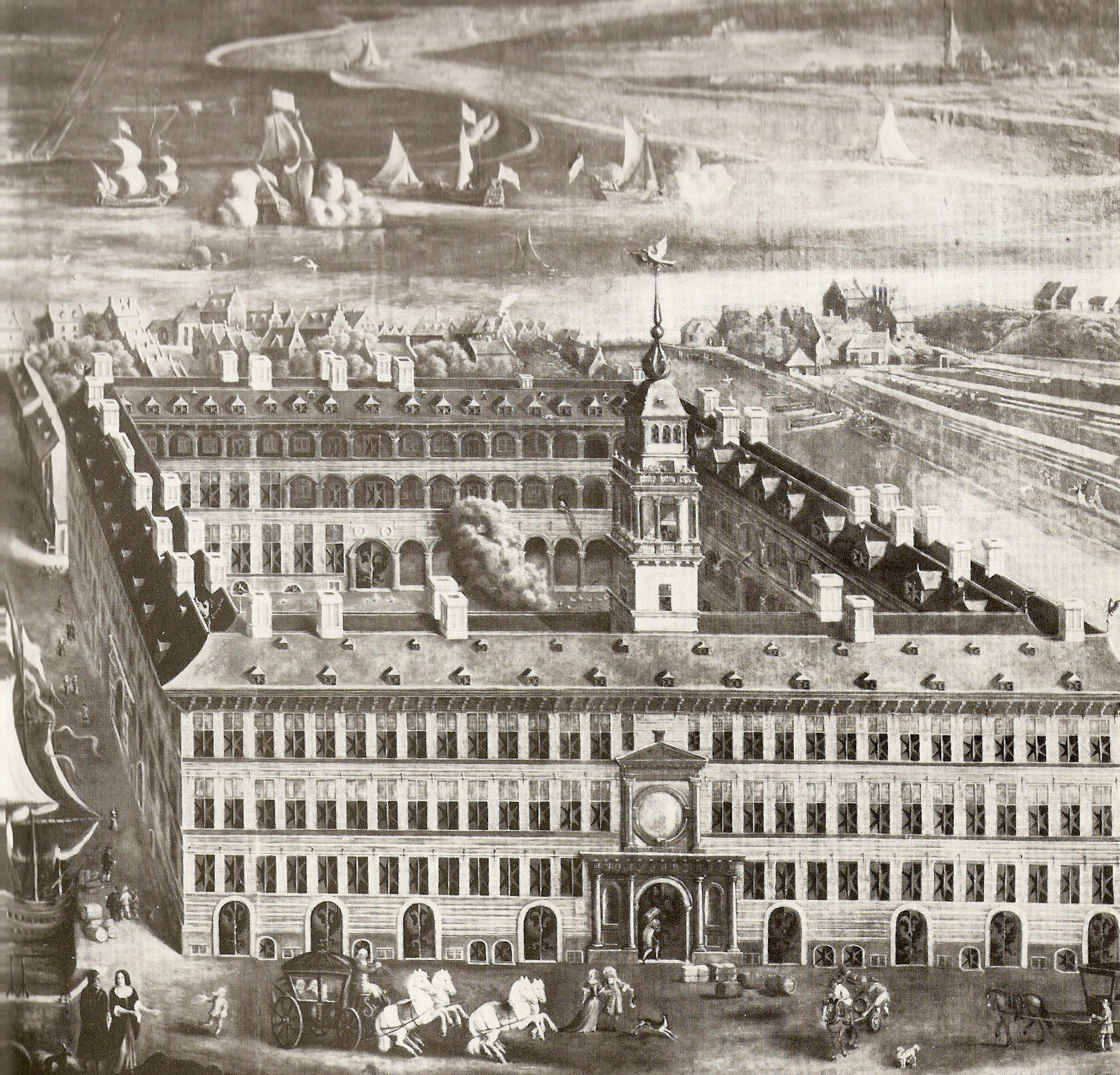
Ганзейський будинок, гравюра 1700 року. Зруйнований без відновлення.

Місце, де нині розташований музей, обжите здавна. На цьому місті стояв величний Ганзейський будинок німецьких купців (так званий Східний будинок). Саме сюди діставались вітрильники і човни з зерном, вивезеним з Прибалтики та слов'янських земель. Споруда Ганзейського будинку була навіть більшою, ніж сучасний музей  The MAS. Він мав чотирикутний внутрішній двір з аркадами, а парадний фасад прикрашала вежа з бароковими дахами і шпилем. Споруду вибудували у 1564-1568 рр. за проектом архітектора Корнеліса Флориса де Вріндта. За периметром споруда була 60 на 82 метри і мала п'ять поверхів (враховуючи підвали під спорудою, що слугували складами і коморами). Бурхлива і драматична історія Антверпена не сприяла ні використанню будівлі за первісним призначенням, ні збереженню величної споруди взагалі. Блокада міста іспанцями, військові дії, винищення іспанськими загарбниками 10.000 громадян міста Антверпен, що привело до масової еміграції в «Об'єднані Провінції» Голландії з територій Фландрії, контрольованих Іспанією — драматичні сторінки історії міста. 
Ганзейський будинок занепав і використовувався як казарми, військовий шпиталь. Частка приміщень навіть стала протестантським храмом. Під час захоплення Антверпена вояками Наполеона у 1794-му, знов слугувало казармою. У 1880 р. споруду придбав муніципалітет міста і влаштував там склади зерна. 1893 року споруда настільки постраждала від пожежі, що розкішну колись будівлю зруйнували без відновлення. Згарище знов забудували брутальним складом для зерна. І цю споруду зруйнували, аби вивільнити місце для музею The MAS.

## Фонди
Музей позиціонує себе як художній та музей пароплавства. Музейні колекції активно створюють, чому сприяє  порт і торгівля витворами мистецтва. Музей вже має декілька приватних і державних збірок, де є твори різних країн світу, музейні колекції Етнографічного музею. Серед них — археологічні знахідки, твори з каменю, теракоти, ювелірні прикраси тощо. Загальна кількість артефактів на  2010 рік - 6000. Музейні експозиції створені на п'яти поверхах. Археологічні знахідки доколумбової Америки представлені на восьмому. Третій поверх музею часто слугує для тимчасових виставок.

## Галерея

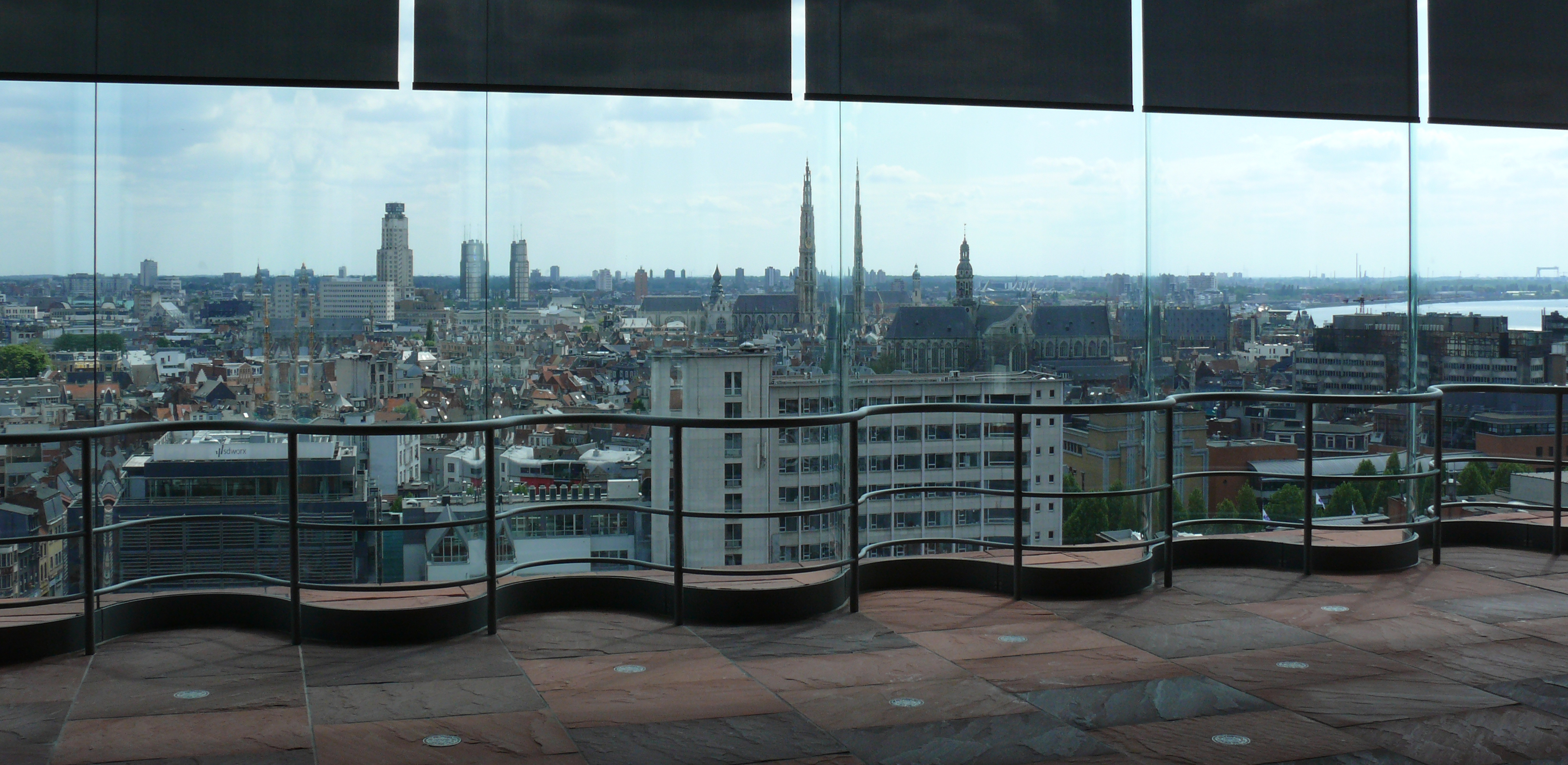
Хвилясге скло вікна
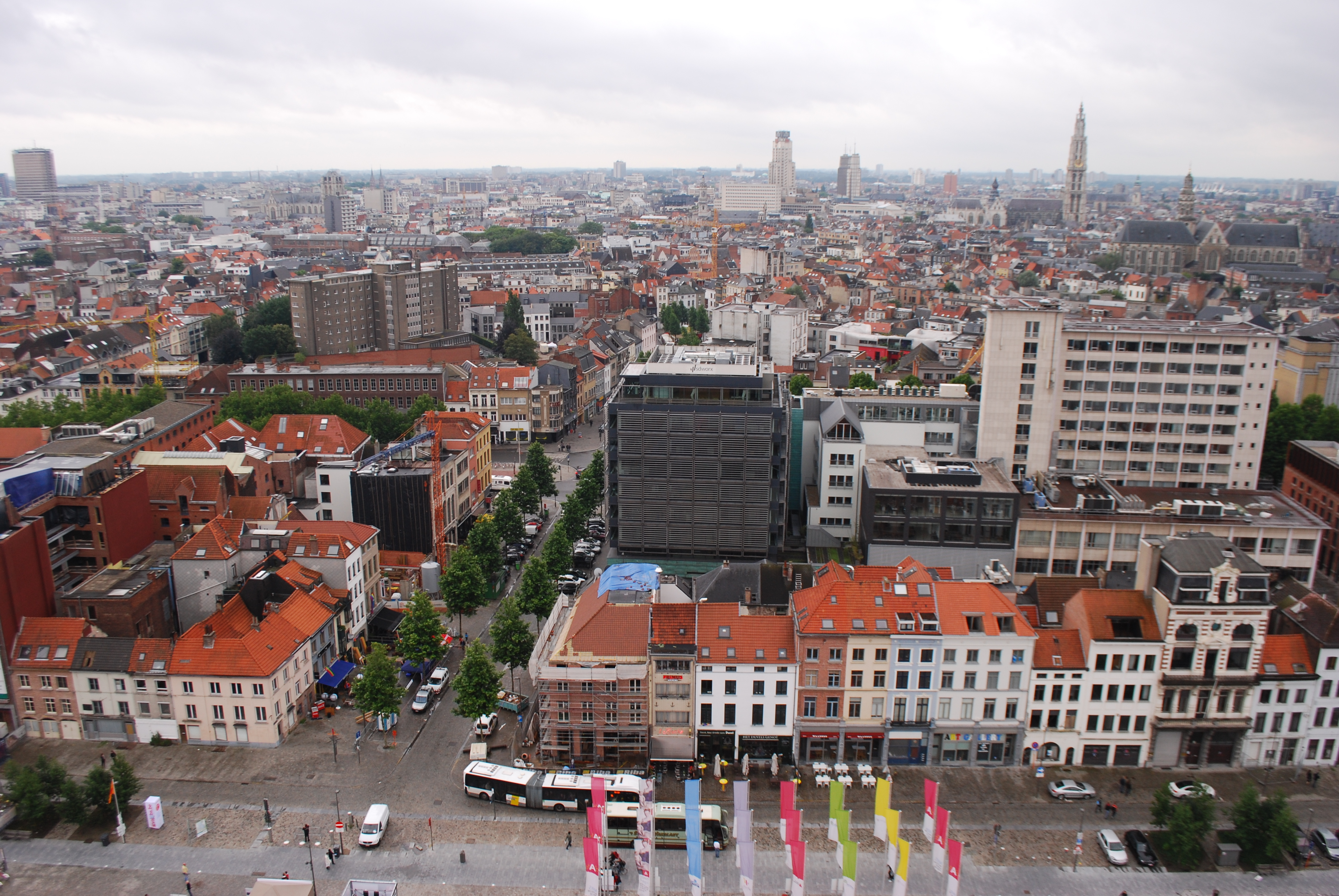
Антверпен з оглядових майданчиків
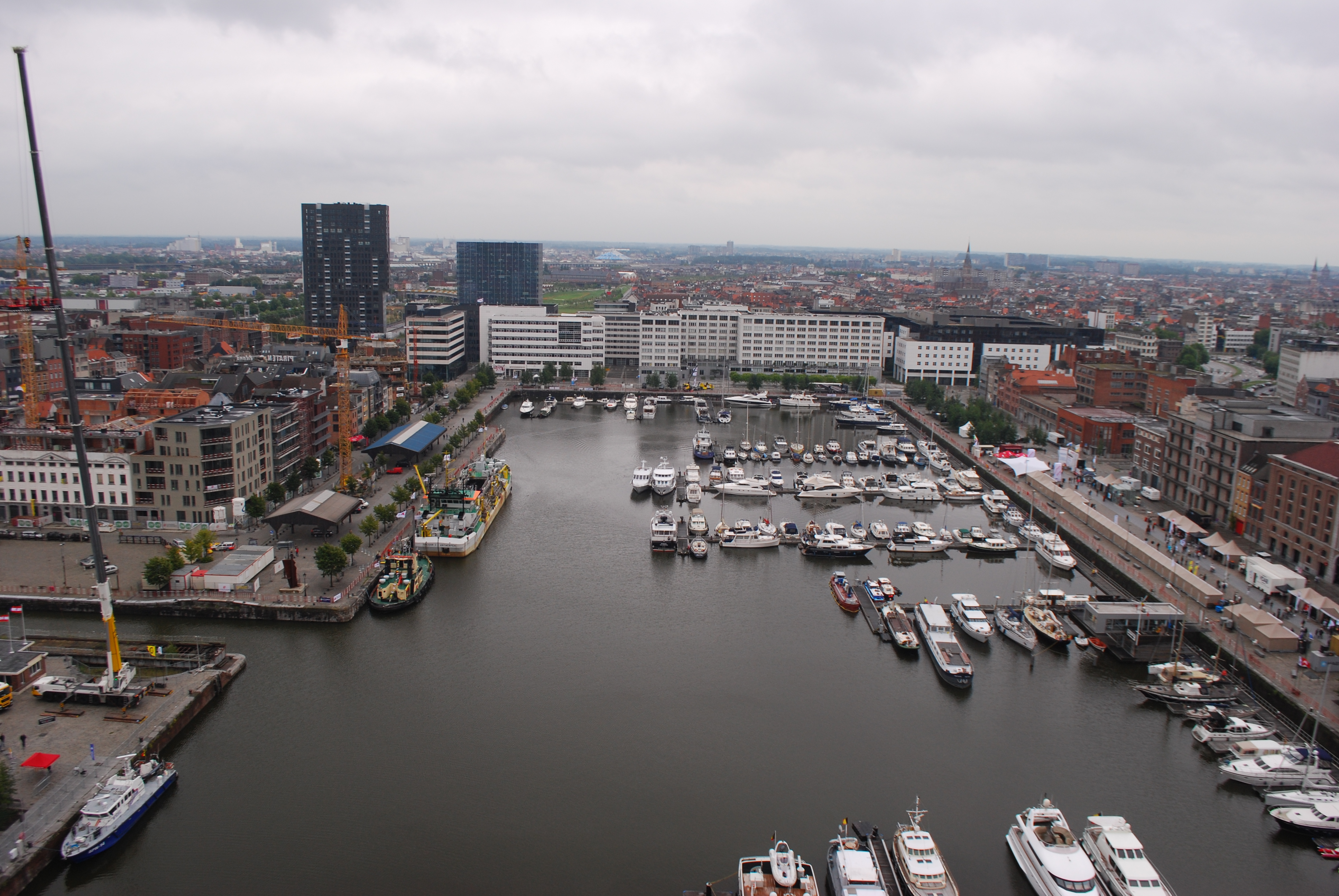
сучасний Антверпен з оглядових майданчиків
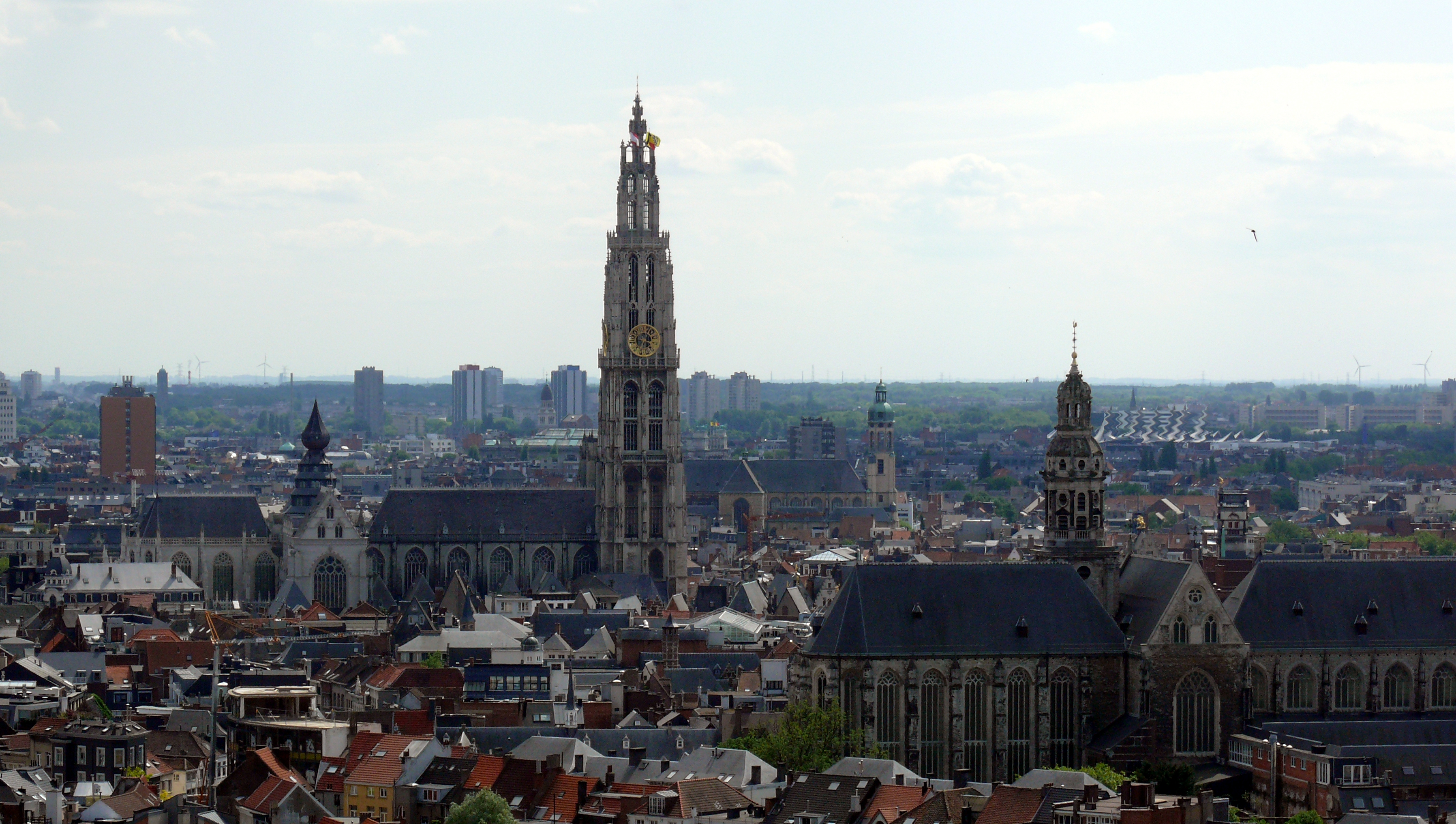
Антверпен з оглядових майданчиків
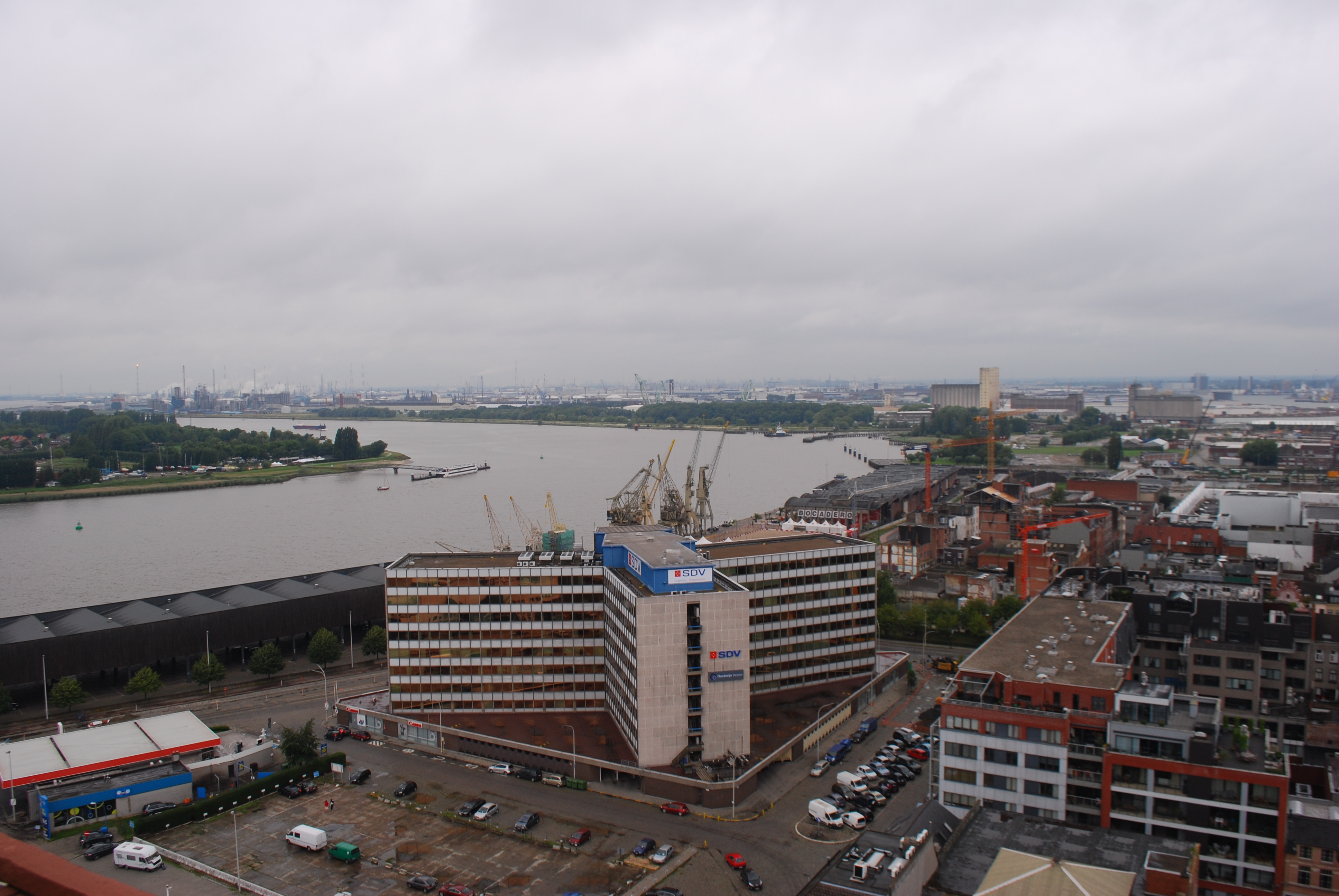
сучасний Антверпен з оглядових майданчиків